# Lomtjärnen (Ore socken, Dalarna, 681685-146844)
Lomtjärnen är en sjö i Rättviks kommun i Dalarna och ingår i Ljusnans huvudavrinningsområde.